# She’s Out of My Life
She’s Out of My Life ist ein Liebesballade von Michael Jackson, die auf dem Album Off the Wall erschien. Die Demoversion ist auf dem Album Michael Jackson’s This Is It vorhanden.

## Entstehung
Der Song handelt von einer schmerzhaften Trennung und wurde von Tom Bahler geschrieben. Es wurde behauptet, dass er das Lied für Karen Carpenter geschrieben habe, mit der er kurz zusammen war. Doch Bahler betont, das Lied nach der Trennung seiner damaligen Freundin Rhonda Rivera geschrieben zu haben. Zur Zeit der Aufnahme hatte Jackson vermehrt unter Einsamkeit gelitten. Bei der Aufnahme brach er mehrmals in Tränen aus.
Der Titel wurde Jacksons vierte Singleauskoppelung aus seinem Album Off The Wall.

## Musikvideo
Das Musikvideo des Regisseurs Bruce Gowers ist minimalistisch gehalten. Man sieht Michael Jackson singend in alltäglicher Kleidung alleine auf einem Hocker in einer dunklen Bühnen-artigen Umgebung.

## Live-Auftritte
Jackson sang das Lied, mit Ausnahme der HIStory World Tour, auf jeder Tournee, einschließlich der Victory Tour. Er holte sich dafür immer einen weiblichen Fan aus dem Publikum und ließ sich umarmen und küssen. Bei der Ausführung des Wortes Life brach er in Tränen aus.